# Eväksenjärvi
Eväksenjärvi är en sjö i kommunen Villmanstrand i landskapet Södra Karelen i Finland. Sjön ligger 55,2 meter över havet. Arean är 60 hektar och strandlinjen är 3,1 kilometer lång. Sjön  ingår i Juustila ås huvudavrinningsområde.   Den ligger omkring 21 km öster om Villmanstrand och omkring 220 km öster om Helsingfors. 